# أمجد برناوي
أمجد برناوي (بالإنجليزية: Amjad Barnawi)‏؛ مواليد 17 ديسمبر 1989 في ، السعودية، هو لاعب كرة قدم سعودي يلعب حالياً لنادي بيشة.

## مسيرة اللاعب
كانت بداياته مع نادي الرائد في المراحل السنية و لعب بعدها نادي الوطني و الشعلة و الطائي و الحزم ونادي الوشم ونادي النهضة ونادي الجيل ونادي الكوكب ونادي بيشة.